# World Athletics Label Road Races 2022

Logo von World Athletics

Die World Athletics Label Road Races 2022 sind Laufveranstaltungen, die vom Leichtathletik-Weltverband World Athletics für 2022 ein Label erhielten.
Begründet mit den sich durch die Pandemielage (COVID-19-Pandemie) ergebenden Einschränkungen werden die Rennen nicht wie sonst üblich in die Kategorien Platinum, Gold, Silver und Bronze unterteilt; sondern es wird ein dreistufiges System verwendet: Das World Athletics Elite Platinum Label erhalten Läufe, welche im Vorjahr unabhängig vom letztendlichen Stattfinden Platinum-Status hatten, für ein World Athletics Elite Label sind Preisgelder für die Top 8 und Mindestpreisgelder für die Sieger in Höhe von 15.000 $ (Marathon) oder 7500 $ (andere Distanzen) Voraussetzung und für das World Athletics Label können sich Veranstaltungen bewerben, die vor 2021 wenigstens zwei Jahre in Folge stattfanden und ein internationales Vermessungs-Zertifikat haben.

## Elite Platinum Label Races
| auch Teil der World Marathon Majors |

| Datum  | Veranstaltung                        | Distanz   | Sieger                     | Siegerin                     |
| ------ | ------------------------------------ | --------- | -------------------------- | ---------------------------- |
| 06.03. | Tokio-Marathon Tokio                 | 42,195 km | Eliud Kipchoge 2:02:40 h   | Brigid Kosgei 2:16:02 h      |
| 13.03. | Nagoya Women’s Marathon Nagoya       | 42,195 km | –                          | Ruth Chepngetich 2:17:18 h   |
| 17.04. | Seoul-Marathon Seoul                 | 42,195 km | Mosinet Geremew 2:04:43 h  | Joan Chelimo Melly 2:18:04 h |
| 18.04. | Boston-Marathon Boston               | 42,195 km | Evans Chebet 2:06:51 h     | Peres Jepchirchir 2:21:01 h  |
| 25.09. | Berlin-Marathon Berlin               | 42,195 km | Eliud Kipchoge 2:01:09 h   | Tigist Assefa 2:15:37 h      |
| 02.10. | London-Marathon London               | 42,195 km | Amos Kipruto 2:04:39 h     | Yalemzerf Yehualaw 2:17:26 h |
| 09.10. | Chicago-Marathon Chicago             | 42,195 km | Benson Kipruto 2:04:24 h   | Ruth Chepngetich 2:14:18 h   |
| 16.10. | Amsterdam-Marathon Amsterdam         | 42,195 km | Tsegaye Getachew 2:04:49 h | Almaz Ayana 2:17:20 h        |
| 06.11. | New-York-City-Marathon New York City | 42,195 km | Evans Chebet 2:08:41 h     | Sharon Lokedi 2:23:23 h      |
| 27.11. | Xiamen-Marathon Xiamen               | 42,195 km | Feng Peiyou 2:13:53 h      | Li Jingfen 2:36:14 h         |
| 27.11. | Shanghai-Marathon Shanghai           | 42,195 km | Yang Shaohui 2:16:04 h     | Zhang Deshun 2:28:17 h       |
| 04.12. | Valencia-Marathon Valencia           | 42,195 km | Kelvin Kiptum 2:01:53 h    | Amane Beriso 2:14:58 h       |

## Elite Label Races
| Datum  | Veranstaltung                                   | Distanz          | Sieger                              | Siegerin                             |
| ------ | ----------------------------------------------- | ---------------- | ----------------------------------- | ------------------------------------ |
| 16.01  | Houston-Marathon Houston                        | 42,195 km        | James Ngandu 2:11:03 h              | Keira D'Amato 2:19:12 h AR           |
| 16.01  | Houston-Halbmarathon Houston                    | 21,0975 km       | Milkesa Mengesha 1:00:24 h          | Victory Chepngeno 1:05:03 h          |
| 30.01. | Osaka Women’s Marathon Osaka                    | 42,195 km        | -                                   | Mizuki Matsuda 2:20:52 h             |
| 12.02. | Lagos City Marathon Lagos                       | 42,195 km        | Deresa Geleta 2:11:58 h             | Siranesh Yirga 2:33:54 h             |
| 19.02. | RAK-Halbmarathon Ra’s al-Chaima                 | 21,0975 km       | Jacob Kiplimo 57:56 min             | Girmawit Gebrzihair 1:04:14 h        |
| 20.02. | Sevilla-Marathon Sevilla                        | 42,195 km        | Asrar Abderehman 2:04:43 h          | Alemu Megertu 2:18:51 h              |
| 20.02. | Guadalajara-Halbmarathon Guadalajara            | 21,0975 km       | Rhonzai Kilimo 1:01:21 h            | Besu Sado 1:09:12 h                  |
| 27.02. | Osaka-Marathon Osaka                            | 42,195 km        | Gaku Hoshi 2:07:31 h                | Misato Horie 2:32:10 h               |
| 05.03. | Riad-Marathon Riad                              | 42,195 km        | Tsegaye Getachew 2:06:27 h          | Tadu Teshome 2:26:38 h               |
| 06.03. | Nedbank Runified 50km Gqeberha                  | 50,0 km          | Stephen Mokoka 2:40:13 h WR         | -                                    |
| 20.03. | New Taipei City Wan Jin Shi Marathon Neu-Taipeh | 42,195 km        | Felix Kimutai 2:18:24 h             | Motu Megersa 2:49:17 h               |
| 27.03. | Istanbul-Halbmarathon Istanbul                  | 21,0975 km       | Rodgers Kwemoi 59:15 min            | Hellen Obiri 1:04:48 h               |
| 02.04. | Prag-Halbmarathon Prag                          | 21,0975 km       | Keneth Kiprop Renju 59:28 min       | Nesphine Jepleting 1:06:57 h         |
| 03.04. | Daegu-Marathon Daegu                            | 42,195 km        | Shifera Tamru 2:06:31 h             | Nazret Weldu 2:21:56 h               |
| 03.04. | Paris-Marathon Paris                            | 42,195 km        | Deso Gelmisa 2:05:07 h              | Judith Jeptum Korir 2:19:48 h        |
| 03.04. | Barcelona-Halbmarathon Barcelona                | 21,0975 km       | Haftu Teklu 59:06 min               | Margaret Chelimo Kipkemboi 1:05:26 h |
| 10.04. | Rotterdam-Marathon Niederlande                  | 42,195 km        | Abdi Nageeye 2:04:56 h              | Haven Hailu 2:22:01 h                |
| 24.04. | Enschede-Marathon Enschede                      | 42,195 km        | Julius Tuwei 2:07:43 h              | Maurine Chepkemoi 2:21:10 h          |
| 24.04. | Gifu-Seiryū-Halbmarathon Gifu                   | 21,0975 km       | Alexander Mutiso Munyao 59:56 min   | Dolphine Nyaboke Omare 1:08:13 h     |
| 08.05. | Prag-Marathon Prag                              | 42,195 km        | Norbert Kigen 2:07:54 h             | Bekelech Gudeta 2:22:56 h            |
| 08.05. | Barcelona-Marathon Barcelona                    | 42,195 km        | Yihunilign Adane 2:05:53 h          | Meseret Gebre 2:23:11 h              |
| 08.05. | EDP Lissabon-Halbmarathon Lissabon              | 21,0975 km       | Keneth Kiprop Renju 1:00:13 h       | Tsehay Gemechu 1:06:44 h             |
| 15.05. | World 10K Bangalore Bengaluru                   | 10,0 km          | Nicholas Kimeli 27:38 min           | Irene Cheptai 30:35 min              |
| 28.05. | Okpekpe Road Race Okpekpe                       | 10,0 km          | Yasin Haji 29:05 min                | Anchinalu Dessie 33:09 min           |
| 29.05. | Ottawa-Marathon Ottawa                          | 42,195 km        | Andualem Shiferaw 2:06:04 h         | Kinsey Middleton 2:30:09 h           |
| 04.06. | Nelson Mandela Bay Half Marathon Gqeberha       | 21,0975 km       | Namakoe Nkhasi 1:01:01 h            | Ftaw Zeray 1:06:57 h                 |
| 25.06. | 10KM Port-Gentil Port-Gentil                    | 10,0 km          | Emmanuel Bor 27:50 min              | Alemaz Samuel 31:51 min              |
| 06.08. | Beach to Beacon 10K Cape Elizabeth              | 10,0 km          | Mathew Kimeli 28:39 min             | Fantaye Belayneh 32:07 min           |
| 28.08. | Maybank Marathon Bali                           | 42,195 km        | Hassan Toriss 2:15:38 h             | Immaculate Chemutai 2:42:33 h        |
| 28.08. | Mexico City Marathon Mexiko-Stadt               | 42,195 km        | Edwin Kiptoo 2:10:48 h              | Amane Beriso Shankule 2:25:05 h      |
| 28.08. | Antrim Coast Half Marathon Larne                | 21,0975 km       | Jemal Yimer 59:04 min               | Yalemzerf Yehualaw 1:04:22 h         |
| 17.09. | European Road Race (U20) Oderzo                 | 10,0 km / 5,0 km | Joad Martinho 29:54 min             | Ilona Mononen 16:53 min              |
| 18.09. | Sydney-Marathon Sydney                          | 42,195 km        | Moses Kibet 2:07:03 h               | Tigist Girma 2:25:10 h               |
| 18.09. | Kopenhagen-Halbmarathon Kopenhagen              | 21,0975 km       | Milkesa Mengesha 58:58 min          | Tadu Teshome 1:06:13 h               |
| 18.09. | Bangsaen10 Chon Buri                            | 10,0 km          | John Muiriri 29:40 min              | Rosemary Katua 33:38 min             |
| 25.09. | Brașov Running Festival 10km Brașov             | 10,0 km          | Nicholas Kimeli 26:51 min           | Sheila Chepkirui 30:07 min           |
| 02.10. | Košice-Marathon Košice                          | 42,195 km        | Reuben Kerio 2:07:16 h              | Margaret Agai 2:24:04 h              |
| 02.10. | Cardiff-Halbmarathon Cardiff                    | 21,0975 km       | Geoffrey Koech 1:00:01 h            | Beatrice Cheserek 1:06:48 h          |
| 02.10. | Bogotá-Halbmarathon Bogotá                      | 21,0975 km       | Edwin Cheruiyot Soi 1:05:27 h       | Angela Tanui 1:13:29 h               |
| 02.10. | 10KM International de Marrakech Marrakesch      | 10,0 km          | Mohammed Bybat 28:07 min            | Kaoutar Farkoussi 33:35 min          |
| 09.10. | München-Marathon München                        | 42,195 km        | Philimon Kiptoo Kipchumba 2:07:28 h | Agnes Keino 2:23:26 h                |
| 09.10. | EDP Lissabon-Marathon Lissabon                  | 42,195 km        | Andualem Shiferaw 2:05:45 h         | Bornes Chepkirui 2:24:17 h           |
| 09.10. | Luso Halbmarathon Lissabon Lissabon             | 21,0975 km       | Charles Kipkurui Langat 1:00:44 h   | Emebet Niguse 1:09:35 h              |
| 16.10. | Kapstadt-Marathon Kapstadt                      | 42,195 km        | Stephen Mokoka 2:09:58 h            | Meseret Dinke 2:24:04 h              |
| 16.10. | Toronto Waterfront Marathon Toronto             | 42,195 km        | Yihunilign Adane 2:07:18 h          | Antonina Kwambai 2:23:20 h           |
| 16.10. | Delhi-Halbmarathon Neu-Delhi                    | 21,0975 km       | Chala Regasa 1:00:30 h              | Irene Cheptai 1:06:42 h              |
| 23.10. | Ljubljana-Marathon Ljubljana                    | 42,195 km        | Gebretsadik Abraha 2:06:09 h        | Siranesh Yirga 2:21:08 h             |
| 23.10. | Valencia-Halbmarathon Valencia                  | 21,0975 km       | Kibiwott Kandie 58:10 min           | Konstanze Klosterhalfen 1:05:41 h    |
| 30.10. | Bangsaen42 Marathon Chon Buri                   | 42,195 km        | Yimer Bililign 2:27:07 h            | Fridah Jepkoech 2:50:24 h            |
| 30.10. | Frankfurt-Marathon Frankfurt am Main            | 42,195 km        | Brimin Kipkorir 2:06:11 h           | Selly Chepyego Kaptich 2:23:11 h     |
| 06.11. | Istanbul-Marathon Istanbul                      | 42,195 km        | Robert Kipkemboi 2:10:18 h          | Sechale Dalasa 2:25:54 h             |
| 06.11. | Peking-Marathon Peking                          | 42,195 km        | Kuwan Anubaike 2:14:24 h            | Xia Yuyu 2:28:57 h                   |
| 20.11. | Hangzhou-Marathon Hangzhou                      | 42,195 km        | Su Guoxiong 2:17:17 h               | Wang Min 2:33:47 h                   |
| 04.12. | Fukuoka-Marathon Fukuoka                        | 42,195 km        | Maru Teferi 2:06:43 h               | -                                    |
| 04.12. | Hofu Yomiuri Marathon Hōfu                      | 42,195 km        | Yūki Nakamura 2:08:29 h             | -                                    |
| 10.12. | Dschidda-Halbmarathon Dschidda                  | 21,0975 km       | Erick Kiplagat Sang 59:50 min       | Irene Jepchumba Kimais 1:06:47 h     |
| 17.12. | Abu Dhabi-Marathon Abu Dhabi                    | 42,195 km        | Timothy Kiplagat 2:05:20 h          | Eunice Chumba 2:20:41 h              |
| 18.12. | Taipei International Marathon Taipeh            | 42,195 km        | Lani Rutto 2:09:42 h                | Alemtsehay Asefa 2:25:55 h           |
| 18.12. | Kolkata 25K Kalkutta                            | 25,0 km          | Leonard Barsoton 1:12:49 h          | Desi Jisa Mokonin 1:21:04 h          |
| 18.12. | Bangsaen21 Halbmarathon Chon Buri               | 21,0975 km       | Josphat Kipkemboi Kemei 1:01:56 h   | Hellen Obiri 1:07:45 h               |
| 18.12. | Corrida de Houilles Houilles                    | 10,0 km          | Telahun Haile Bekele 27:29 min      | Mercy Cherono 30:55 min              |
| 31.12. | San Silvestre Vallecana Madrid                  | 10,0 km          | Joshua Cheptegei 27:09 min          | Prisca Chesang 30:19 min             |

## Label Races
| Datum  | Veranstaltung                                    | Distanz          | Sieger                             | Siegerin                             |
| ------ | ------------------------------------------------ | ---------------- | ---------------------------------- | ------------------------------------ |
| 09.01. | 10K Valencia Ibercaja Valencia                   | 10,0 km          | Daniel Simiu Ebenyo 26:58 min      | Norah Jeruto 30:35 min               |
| 22.01. | Buriram Marathon Buri Ram                        | 42,195 km        | Sergei Syrjanow 2:28:22 h          | Alexandra Morosowa 2:52:13 h         |
| 23.01. | Santa Pola-Halbmarathon Santa Pola               | 21,0975 km       | Felix Kibitok 59:33 min            | Pauline Esikon 1:07:15 h             |
| 25.02. | Tel-Aviv-Marathon Tel Aviv-Jaffa                 | 42,195 km        | Vincent Rono 2:12:55 h             | Mentamir Bikayia 2:53:01 h           |
| 26.02  | 10k Bangkok Bangkok                              | 10,0 km          | Krzysztof Hadas 31:51 min          | -                                    |
| 27.02. | Neapel-Halbmarathon Neapel                       | 21,0975 km       | Yemaneberhan Crippa 59:26 min      | Gladys Chepkurui 1:08:09 h           |
| 27.02. | Bangkok-Marathon Bangkok                         | 42,195 km        | David Kibet 2:22:17 h              | Alexandra Morosowa 2:53:36 h         |
| 27.02. | Bangkok-Halbmarathon Bangkok                     | 21,0975 km       | Nattawut Innum 1:07:09 h           | Aoranuch Aiamtas 1:24:11 h           |
| 27.02. | Castellón-Marathon Castellón de la Plana         | 42,195 km        | Ronald Korir 2:09:25 h             | Betty Jepleting 2:28:06 h            |
| 05.03. | Riad-Halbmarathon Riad                           | 21,0975 km       | Geofry Toroitich 1:04:05 h         | Daisy Cherotich 1:08:56 h            |
| 06.03. | Roma – Ostia Rom                                 | 21,0975 km       | Sabastian Sawe 58:02 min           | Irine Jepchumba Kimais 1:06:03 h     |
| 26.03. | Azkoitia Azpeitia Diego Garcia Memorial Azpeitia | 21,0975 km       | Maxwell Rotich 1:00:44 h           | Caroline Chebet 1:07:57 h            |
| 27.03. | Rom-Marathon Rom                                 | 42,195 km        | Fikre Bekele 2:06:48 h             | Sechale Dalasa 2:26:09 h             |
| 27.03. | Taschkent-Marathon Taschkent                     | 42,195 km        | Ilja Tjapkin 2:21:42 h             | Gulschanoi Satarowa 2:34:50 h        |
| 27.03. | Zagreb 21 Zagreb                                 | 21,0975 km       | Panuel Mkungo 1:02:15 h            | Lilian Jepkemboi Lelei 1:12:35 h     |
| 03.04. | Hannover-Marathon Hannover                       | 42,195 km        | Hendrik Pfeiffer 2:10:59 h         | Domenika Mayer 2:26:50 h             |
| 03.04. | Mailand-Marathon Mailand                         | 42,195 km        | Titus Kipruto 2:05:05 h            | Vivian Kiplagat 2:20:18 h            |
| 03.04. | Bratislava-Marathon Bratislava                   | 42,195 km        | Taras Iwanjuta 2:27:04 h           | Julija Tarasowa 2:54:54 h            |
| 03.04. | Madrid-Halbmarathon Madrid                       | 21,0975 km       | Vicent Kipkemoi 1:01:05 h          | Winfridah Moseti 1:07:22 h           |
| 10.04. | São Paulo-Marathon São Paulo                     | 42,195 km        | Tilahun Nigusie 2:18:04 h          | Kebebu Zewoldemariam 2:37:40 h       |
| 17.04. | Izmir-Marathon Izmir                             | 42,195 km        | Lani Rutto 2:09:27 h               | Letebrhan Haylay 2:27:35 h           |
| 24.04. | Madrid-Marathon Madrid                           | 42,195 km        | Abdela Godana 2:08:44 h            | Siranesh Yirga 2:24:37 h             |
| 24.04. | Vienna City Marathon Wien                        | 42,195 km        | Cosmas Matolo 2:06:53 h            | Vibian Chepkurui 2:20:59 h           |
| 24.04. | Meta:Time:Trials Málaga                          | 5 km             | Mohamed Katir 13:20 min            | Eilish McColgan 14:45 min            |
| 01.05. | Pittsburgh-Halbmarathon Pittsburgh               | 21,0975 km       | Wesley Kiptoo 1:01:26 h            | Caroline Rotich 1:09:31 h            |
| 15.05. | Kopenhagen-Marathon Kopenhagen                   | 42,195 km        | Tsegay Tekle Berhane 2:08:23 h     | Helah Kiprop 2:24:10 h               |
| 15.05. | Genf-Marathon Genf                               | 42,195 km        | Emanuel Giniki Gisamoda 2:10:39 h  | Meseret Dinke 2:26:22 h              |
| 15.05. | Riga-Marathon Riga                               | 42,195 km        | Deribe Robi 2:12:07 h              | Aberu Mekuria Zennebe 2:30:53 h      |
| 15.05. | Riga-Halbmarathon Riga                           | 21,0975 km       | Sikiyas Misganaw 1:00:30 h         | Beatrice Mutai 1:09:12 h             |
| 29.05. | Kigali International Peace Marathon Kigali       | 42,195 km        | Wilfred Kigan 2:16:36 h            | Margaret Agai 2:35:23 h              |
| 04.06. | Stockholm-Marathon Stockholm                     | 42,195 km        | Felix Kirwa 2:11:08 h              | Tsige Haileslase 2:31:48 h           |
| 10.06. | Karlovac 10K Karlovac                            | 10,0 km          | Hicham Sigueni 29:06 min           | Winfridah Moseti 31;32 min           |
| 19.06. | Rio de Janeiro-Marathon Rio de Janeiro           | 42,195 km        | Justino da Silva 2:16:02 h         | Yisma Zewode 2:34:33 h               |
| 19.06. | Telesia International Trophy 10k Telese Terme    | 10,0 km          | Andrew Rotich Kwemoi 28:17 min     | Tigist Assefa 31:27 min              |
| 25.06. | Corrida de Langueux Langueux                     | 10,0 km          | Geofry Toroitich 27:36 min         | Tigist Assefa 30:52 min              |
| 26.06. | Hamburg-Halbmarathon Hamburg                     | 21,0975 km       | Samwel Chebolei Masai 1:01:52 h    | Ludwina Chepngetich 1:12:32 h        |
| 03.07. | Gold-Coast-Marathon Gold Coast                   | 42,195 km        | Jo Fukuda 2:10:48 h                | Lindsay Flanagan 2:24:25 h           |
| 04.07. | Peachtree Road Race Atlanta                      | 10,0 km          | Rhonex Kipruto 27:47 min           | Senbere Teferi 30:50 min             |
| 03.09. | Grand Prix von Prag Prag                         | 10,0 km          | Hicham Amghar 27:24 min            | Irene Cheptai 30:16 min              |
| 10.09. | Tallinn-Halbmarathon Tallinn                     | 21,0975 km       | Roman Fosti 1:06:39 h              | Soukaina Atanane 1:14:55 h           |
| 11.09. | Tallinn-Marathon Tallinn                         | 42,195 km        | Jonathan Kiptoo 2:12:44 h          | Pauline Mutwa Thitu 2:31:29 h        |
| 11.09. | Cali 10K Cali                                    | 10,0 km          | Edwin Cheruiyot Soi 28:57 min      | Rahel Daniel 32:23 min               |
| 17.09. | Run in Masuku Franceville                        | 10,0 km          | Samsom Amare 29:55 min             | Anchinalu Dessie 34:24 min           |
| 18.09. | Buenos Aires-Marathon Buenos Aires               | 42,195 km        | Victor Kipchirchir 2:07:05 h       | Rodah Jepkorir 2:26:53 h             |
| 18.09. | Krabi-Halbmarathon Krabi                         | 21,0975 km       | James Gikunga 1:07:03 h            | Chiaki Morikawa 1:18:44 h            |
| 18.09. | Porto-Halbmarathon Porto                         | 21,0975 km       | Emmanuel Bor 1:00:38 h             | Senayet Getachew 1:08:37 h           |
| 01.10. | Zagreb-Marathon Zagreb                           | 42,195 km        | Jean Baptiste Simukeka 2:19:07 h   | Viva Kovač 2:51:27 h                 |
| 01.10. | 15K Nocturna Valencia Banco Mediolanum Valencia  | 15,0 km          | Héctor Varona 47:39 min            | Isabel Barreiro 51:45 min            |
| 02.10. | Telesia-Halbmarathon Telese Terme                | 21,0975 km       | Peter Mwaniki Njeru 1:00:29 h      | Catherine Relin 1:07:08 h            |
| 02.10. | Amgen Singelloop Breda Breda                     | 21,0975 km       | Vincent Kiprotich Kibet 1:01:21 h  | Gladys Jemaiyo 1:08:18 h             |
| 09.10. | Sofia-Marathon Sofia                             | 42,195 km        | Mohamed Chaaboud 2:13:38 h         | Hildah Jepkogei Cheboi 2:45:52 h     |
| 09.10. | Bukarest-Marathon Bukarest                       | 42,195 km        | Ilie Corneschi 2:15:58 h           | Adela Bălțoi 2:48:09 h               |
| 09.10. | 20 km von Paris Paris                            | 20,0 km          | Yann Schrub 58:04 min              | Cynthia Kosgei 1:07:03 h             |
| 23.10. | Venedig-Marathon Venedig                         | 42,195 km        | Munyo Solomon Mutai 2:08:10 h      | Lucy Karimi 2:28:12 h                |
| 30.10. | Auckland-Marathon Auckland                       | 42,195 km        | Daniel Jones 2:21:56 h             | Cherie Smith 2:48:18 h               |
| 06.11. | Porto-Marathon Porto                             | 42,195 km        | Deso Gelmisa 2:09:08 h             | Gada Bontu Bekele 2:33:38 h          |
| 06.11. | Guadalajara-Marathon Guadalajara                 | 42,195 km        | Edwin Koech 2:10:19 h              | Linet Chebet 2:30:50 h               |
| 13.11. | Athen-Marathon Athen                             | 42,195 km        | Charalampos Pitsolis 2:23:44 h     | Vasiliki Konstantinopoulou 2:46:01 h |
| 13.11. | Beirut-Marathon Beirut                           | 42,195 km        | Mitku Tafa 2:14:23 h               | Mulugojam Ambi 2:28:59 h             |
| 20.11. | Libreville-Marathon Libreville                   | 42,195 km        | Daniel Yator 2:18:37 h             | Cynthia Kosgei 2:48:49 h             |
| 26.11. | Kuwait-Marathon Kuwait                           | 42,195 km        | Anouar el-Ghouz 2:20:20 h          | -                                    |
| 04.12. | Thailand-Marathon Bangkok                        | 42,195 km        | Ari Yimer 2:21:36 h                | Shelmith Nyawira 2:39:38 h           |
| 04.12. | Singapur-Marathon Singapur                       | 42,195 km        | Ezekiel Kemboi Omullo 2:20:20 h    | Esther Macharia 2:45:09 h            |
| 04.12. | Tunis-Marathon Tunis                             | 42,195 km        | Edwin Kiptoo 2:12:54 h             | Kebene Chala 2:31:09 h               |
| 04.12. | Thailand-Halbmarathon Bangkok                    | 21,0975 km       | Kepha Ongeri Ondima 1:04:07 h      | Martha Birehan 1:19:47 h             |
| 04.12. | Thailand 10k Bangkok                             | 10,0 km          | Alexander Muhia 30:22 min          | Ann Mukuhi Njihia 39:16 min          |
| 04.12. | Course de l’Escalade Genf                        | 7,323 km         | Dominic Lokinyomo Lobalu 20:24 min | Kasanesh Baze 23:42 min              |
| 11.12. | Málaga-Marathon Málaga                           | 42,195 km        | Barnaba Kipkoech 2:08:21 h         | Risper Chebet 2:26:12 h              |
| 11.12. | Honolulu-Marathon Honolulu                       | 42,195 km        | Asefa Mengstu 2:14:40 h            | Bere Ayalew 2:30:58 h                |
| 23.12. | Bahrain-Halbmarathon Manama                      | 21,0975 km       | Sabastian Kimaru Sawe 58:58 min    | Tigist Assefa 1:07:40 min            |
| 31.12. | BOclassic Bozen                                  | 10,0 km / 5,0 km | Oscar Chelimo 28:14 min            | Dawit Seyaum 15:33 min               |
| 31.12. | Cursa dels Nassos Barcelona                      | 5,0 km           | Adisu Girma 13:25 min              | Ejgayehu Taye 14:21 min              |